# White Winter Hymnal
 (octobre 2021).
Singles de Fleet Foxes
He Doesn't Know Why
(2008)
Pistes de Fleet Foxes
Sun It Rises" Ragged Wood
White Winter Hymnal est le premier single du groupe Fleet Foxes provenant de leur premier album eponyme. Sorti sur le label européen Bella Union le 21 juillet 2008, le single est émis en vinyle et sur les plates-formes sur le net. La face B est le morceau Isles qui ne figure pas sur un album. La chanson a aussi été reprise par la jeune chanteuse Birdy accompagnée au piano. De plus, Les Pentatonix, un groupe acapella de la plateforme YouTube en ont refait une version sans instruments, avec des percussions corporelles.

## Listes des chansons
1. White Winter Hymnal – 2:27
2. Isles – 3:06

## Critiques
Josh Tyrangiel critique chez Time a nommé la chanson 5e de 2008. Pitchfork Media la place 2e meilleure chanson de 2008.

## Reprises
La chanson est reprise par le groupe ARORA dans leur album Sonosings (2009) ainsi que par la chanteuse Birdy dans son album Birdy (2011).